# Tesoro, mi si è allargato il ragazzino
Tesoro, mi si è allargato il ragazzino (Honey, I Blew Up the Kid) è un film del 1992 diretto da Randal Kleiser. È una commedia fantascientifica, seguito di Tesoro, mi si sono ristretti i ragazzi del 1989. La pellicola ricevette candidature a svariati festival cinematografici, senza ricevere però alcun premio. Ha avuto un seguito, Tesoro, ci siamo ristretti anche noi (1997).

## Trama
La famiglia Szalinski ha adesso un nuovo membro: Adam. Il bambino è molto vivace: non riesce a stare nel suo box, uscendone in continuazione, e vuole sempre giocare con la chitarra di suo fratello Nick, nel frattempo cresciuto due anni dopo gli eventi del film precedente. Come tutti i bambini vuole avere l'attenzione della sua famiglia, una mattina, mentre Diane accompagna la figlia maggiore Amy al college, Wayne porta i suoi figli al laboratorio dove lavora, nonostante il Dr. Charles Hendrickson, supervisore del laboratorio, sia contrario alle idee di Wayne. Szalinski sta lavorando ad una nuova invenzione capace di ingrandire gli oggetti, così decice di sperimentare il suo progetto sul coniglio di pezza di Adam. Il bambino, però, nel tentativo di riprendersi il peluche, esce dal suo passeggino e, mentre Wayne e Nick controllano i computer, tocca il suo coniglio proprio mentre viene azionato il laser della macchina: Adam viene così accidentalmente sottoposto alle stesse radiazioni del pupazzo.
Una volta a casa, Adam comincia a crescere a vista d'occhio. Diane ritorna a casa e, dopo aver addormentato Adam, lei e il marito si precipitano al magazzino del laboratorio per cercare il vecchio apparecchio di Wayne in grado di rimpicciolire tutto, mentre Nick rimane a casa per tenere d'occhio il fratello. Tuttavia Adam cresce altri tre metri ed esce all'aperto sfondando il muro: e così Nick e Mandy, la babysitter di Adam arrivata nel frattempo, e della quale Nick è segretamente innamorato, si mettono a cercarlo in giro per le vie, lo trovano in mezzo ad una strada dopo che ha causato diversi danni, in quel momento arriva la polizia e li imprigiona tutti e tre. Quando i coniugi Szalinski tornano a casa con il marchingegno, trovano il muro sfondato e si mettono disperatamente in cerca del figlio con l'aiuto delle forze dell'ordine.
Nel frattempo Adam cresce ancora, riesce a liberarsi dal camion in cui era stato rinchiuso ed è a piede libero, con Nick e Mandy sistemati all'interno del suo marsupio. Inoltre è diventato bersaglio anche del direttore del progetto, Hendrickson, nemico di Wayne, con elicotteri militari e proiettili anestetizzanti per catturare il "mostro". Adam, diventato una sorta di Godzilla alto ormai 30 metri, raggiunge Las Vegas, dove le radiazioni elettromagnetiche presenti sulle luci al neon possono farlo crescere ulteriormente, a quel punto l'unico modo per risolvere il problema è tenere fermo Adam per il tempo necessario al rimpicciolimento. Diane si fa quindi ingrandire dal marito, mette in fuga Hendrickson e tranquillizza il figlio in modo da farsi rimpicciolire entrambi, dimenticandosi però di Nick e Mandy, che vengono ristretti durante il processo. Riescono a ritrovarli alle prime luci dell'alba nelle vicinanze, assieme al gigantesco coniglio di pezza di Adam. Nonostante siano rimpiccioliti, Nick è comunque felice perché è riuscito a conquistare Mandy e Wayne permette al figlio di godersi il momento prima di farli tornare alle giuste dimensioni.